# Полуничка в супермаркеті
«Полуничка в супермаркеті» (серб. Јагода у супермаркету) — художній фільм 2003 року; комедія Душана Міліча. Продюсером фільму був інший відомий режисер — Емір Кустуриця, тому у фільмі відслідковуються риси його творчості. Навіть головні ролі виконують актори, що грали в іншій комедії цього режисера — «Чорна кішка, білий кіт».

## Сюжет
Дія відбувається в Югославії напркінці 90-х. В провінційному містечку, передмісті Белграда, відкривається справжній американський супермаркет. Персонал набирається з місцевого населення. Одна з касирів — Ягода — мріє знайти своє кохання. Одного разу ввечері вона відмовляється обслужити одну стареньку, посилаючись на те, що робочий день вже закінчився.
В один прекрасний день в магазин вдирається терорист — Марко, погрожує персоналу і покупцям, обурюючись тим, що одна з касирів образила його бабусю. Ягода спочатку не признається в цьому, але в неї спалахує співчуття до злочинця.

## У ролях
- Бранка Катич — Ягода Димитрієвич
- Срджан Тодорович — Марко Кральєвич
- Дубравка Міятович — Любіца
- Горан Родакович — Небойша
- Данило Лозович — командир спецназу
- Мір'яна Каранович — власниця супермаркету
- Нікола Сімич
- Зорка Манойлович

## Цікаві факти
- В одному з кадрів командир спецназу через пристрій відеозв'язку говорить зі своїм начальником. Його роль виконує сам Емір Кустуриця.